# Aegus riedeli
Aegus riedeli là một loài bọ cánh cứng trong họ Lucanidae. Loài này được Bartolozzi mô tả khoa học năm 1996.